# Chrysophyllum bangweolense
Chrysophyllum bangweolense là một loài thực vật có hoa trong họ Hồng xiêm. Loài này được R.E.Fr. mô tả khoa học đầu tiên năm 1916.